# 黄介民
黄介民（1883年—1956年），名觉，原名时至，字定保，号介民，江西清江县（今樟树市）人，中国革命家，政治人物。

## 生平
黄介民幼年丧母，13岁时跟随父亲经营木业。后来他入私塾念书，21岁时中秀才。宣统元年（1909年），他入学南京两江师范学堂附属中学班。其间，他加入中国同盟会。辛亥革命中，他响应武昌起义，参加筹组临江军政分府。1913年，他留学日本东京明治大学，学习政治经济。1914年，他参加中华革命党。1915年，他和仇鳌、李大钊等人创立神州学会。他还创办《民彝》杂志，宣传反袁世凯。
1916年，他和陈其尤等组织新亚同盟党。不久，他回中国发展新亚事业。1919年，他帮助韩国人士在上海成立大韩民国临时政府。1920年初，他和姚作宾、许德珩等将新亚同盟党改组为大同党，以和苏俄加强联系。大同党吸收了李大钊、张国焘、刘清扬、康白情、波塔波夫（博达博夫）等人参加。
他还从东京到汉城，宣传朝鲜独立。回到中国后，他在北京和李大钊等人筹组抗日救国团，并应上海《救国日报》主编马鹤天的邀请，任该报编辑，进行反对日本、反对北洋军阀、支持朝鲜独立的活动。
1920年，他任上海中华工业协会总务部主任，任内他发起并亲自参加了中国第一次举办的“五一”劳动纪念日活动。同年6月，他与姚作宾等人在北京把“大同党”改组为“中国共产党”（后改称东方共产党）。后来，他参加了在北京组织的留法勤工俭学会议，在会上他支持中国留法学生为维护合法权益而进行的斗争。此后，他在中华基督教青年会全国协会负责编写平民课本。他还写了《三十七年游戏梦》一文，文中记载了他和孙中山、林伯渠、周恩来、张国焘、彭湃等人的交往。不久，他领导江西旅沪人士成立了江西革命同志会。
1926年11月北伐军攻克南昌之后，他回南昌任江西省水利局局长兼财务处长。中国国民党江西省党部改组时，他当选监察委员，并任中央候补委员。后来，他任国民革命军第十四军参议，而后因为该军军长赖世璜遇害，他遂寓居上海。1932年，他任司法院简任秘书。他不满蒋介石的独裁统治，曾经营救黄富云、田汉出狱。抗日战争期间，他受樟树中学之邀，对该校师生发表了抗日演说。在重庆期间，他拒绝了戴笠送来的300块大洋。抗日战争胜利后，他回到南京，辞职回清江县办私塾。
中华人民共和国成立后，黄介民任中南军政委员会参事、江西省各界人民代表会议筹备委员。1951年，他加入了中国国民党革命委员会。他曾历任江西省第一届人大代表、江西省政协常务委员、江西省参事室副主任兼江西土改委员会委员、江西省监察厅副厅长、中国国民党革命委员会中央团结委员。
1956年，黄介民逝世。

## 著作
- 黄介民，三十七年游戏梦 ——黄介民回忆录，黄志良 整理，载 近代史资料总122号